# Александър Сабанов
Александър Николаев Сабанов е български политик и икономист. Народен представител от коалиция „Обединени патриоти“ в XLIV народно събрание. Кмет на община Силистра (от 2023 г.).
Още през първата година на управление, стартира огромни реформи и разработва проекти за над 50 млн. лева – част от тях са за преасфалтиране на пътища и ремонт на ключови сгради в града (б.а основен ремонт на "Младежки дом" и сградата на Театъра).
Полага основите за изграждане на Индустриален парк – Силистра и създаването на филиал на Тракийския университет в града.

## Биография
Роден е на 10 октомври 1975 г. в град Силистра, Народна република България. Учи в Природоматематическата гимназия „Св. Климент Охридски“ в родния си град. Завършва бакалавърска степен по маркетинг и мениджмънт в УНСС – София, а след това магистърска степен по корпоративен маркетинг в Икономическия университет – Варна. Започва да се занимава с частен бизнес.

## Политическа дейност
През 2008 г. е избран за председател на общинския съвет в Силистра. На местните избори през 2011 г. е кандидат за кмет на община Силистра, издигнат от местната коалиция „Гражданско единство“, като стига до балотаж. На местните избори през 2015 г. е кандидат за кмет на община Силистра, подкрепен от ВМРО – БНД и Реформаторския блок. На парламентарните избори през 2017 г. е водач на листата на коалиция „Обединени патриоти“ в 20-и МИР – Силистра, избран е за народен представител. В XLIV народно събрание е член на парламентарните комисии по икономика и туризъм и земеделие и гори.
На местните избори през 2023 г. той се явява като независим кандидат за кмет на община Силистра, издигнат от Инициативен комитет с почти 3000 подписа и подкрепата на местната коалиция „Алтернативата на гражданите“ (част от която са ИТН, ВМРО – БНД, „Български възход“, НДСВ, Новото време и „Консервативна България“). Още на първия тур той получава подкрепа и от коалиция „Левицата!“, и от БСП, която участва със своя листа за общински съветници, но не излъчва кандидат за кмет на общината. На проведения балотаж получава подкрепа още от коалиция ПП – ДБ и кандидата за кмет на Силистра от партия „Възраждане“ – Петко Добрев. Печели с 15% разлика срещу кандидата на ГЕРБ – народния представител Ивелин Иванов.